# Pseuderemias smithii
Espèce
Synonymes
- Eremias smithii Boulenger, 1895

Pseuderemias smithii est une espèce de sauriens de la famille des Lacertidae.

## Répartition
Cette espèce se rencontre en Somalie, en Éthiopie et au Kenya.

## Étymologie
Cette espèce est nommée en l'honneur d'Arthur Donaldson Smith (1864-1939).

## Publication originale
- Boulenger, 1895 : An account of the reptiles and batrachians collected by Dr. A. Donaldson Smith in western Somaliland and the Galla Country. Proceedings of the Zoological Society of London. vol. 1895, p. 530-540 (texte intégral).